# Adelaide Coari
Adelaide Coari (Milano, 4 novembre 1881 – Rovegno, 16 febbraio 1966) è stata un'insegnante, sindacalista e attivista sociale cattolica italiana.

## Biografia
Adelaide Coari nacque a Milano in seno a una famiglia molto cattolica, fatto che lascerà in lei una profonda orma rendendola sensibile a privilegiare abitualmente l'aspetto religioso in tutte le sue scelte tanto politiche che pedagogiche.
Nel 1901, due anni dopo il diploma magistrale, divenne insegnante. Ebbe due ruoli: insegnante nella scuola pubblica rurale di Cascina e segretaria editoriale del giornale L'Azione muliebre, rivista mensile della Lega Cattolica Femminile, considerato il primo organo di stampa del nascente femminismo cattolico milanese che si batteva per la protezione della giovane, della lavoratrice, dell'emigrante, inclusa la lotta contro la tratta delle donne, ma che non voleva cambiare le relazioni legali tra i sessi.
Fu anche collaboratrice della rivista in difesa dei diritti delle donne La Donna .
Contirbuì a fondare il Gruppo di Donne Democratiche Cristiane, ispirate al pensiero di Romolo Murri. Nel 1904 interruppe la collaborazione con L'Azione muliebre per iniziare a gestire Pensiero e Azione, una pubblicazione quindicinale che promuoveva la sindacalizzazione delle donne.
Nel 1907 presentò al congresso di Milano delle donne del Movimento democratico cristiano il "programma minimo femminista" nel quale illustrò la necessità del voto amministrativo per le donne. Partecipò anche alla Federazione delle Donne di Milano. Nel 1908, le autorità ecclesiastiche abolirono Pensiero e Azione considerandola eccessivamente modernista, e la Coari abbandonò l'attivismo sindacale per dedicarsi all'insegnamento e ad altri lavori di carità.
Nel 1909 iniziò a riflettere sul terreno pedagogico e sull'insegnamento "senza metodo", cercando di sistematizzarlo. Considerava essenziale insegnare senza un programma stabilito, prediligendo cominciare dalle esperienze del minore ma al contempo usando ogni sforzo per ascoltare i suoi interessi. Secondo il postulato del suo "metodo naturale", l'educatore agisce soprattutto per ispirazione divina e pertanto non deve essere un esperto bensì una guida di anime. Provò, dunque, ad attivare questa "pedagogia integrale" alla pratica quotidiana del suo insegnamento.
Morì a Rovegno il 16 febbraio 1966.

## Omaggi
- Il Comune di Milano le ha intitolato una via e un parco ubicato in essa.
- Il Comune di Roma le ha intitolato un parco nella zona di Mostacciano